# Eragrostiella
Eragrostiella Bor é um género botânico pertencente à família Poaceae, subfamília Chloridoideae, tribo Eragrostideae.
Suas espécies ocorrem na África, Ásia e Australásia.

## Espécies
- Eragrostiella bifaria (Vahl) Bor
- Eragrostiella brachyphylla (Stapf) Bor
- Eragrostiella collettii (Stapf) Bor
- Eragrostiella coromandelina (J. König ex Rottler) Keng f. & L. Liou
- Eragrostiella leioptera (Stapf) Bor
- Eragrostiella lolioides (Hand.-Mazz.) Keng f.
- Eragrostiella nardoides (Trin.) Bor
- Eragrostiella secunda (Nees ex Steud.) Bor
- Eragrostiella walkeri (Stapf) Bor